# Уртюшка
Уртюшка (рос. Уртюшка) — селище у Кусинському районі Челябінської області Російської Федерації.
Входить до складу муніципального утворення Медведевське сільське поселення. Населення становить 129 осіб (2010).

## Історія
Від 1940 року належить до Кусинського району Челябінської області.
Згідно із законом від 9 червня 2004 року органом місцевого самоврядування є Медведевське сільське поселення.

## Населення
| 2002 | 2010 |
| ---- | ---- |
| 160  | ↘129 |